# سايمور دبليو. تيري
سايمور دبليو. تيري (بالإنجليزية: Seymour W. Terry)‏ هو عسكري أمريكي، ولد في 11 ديسمبر 1918 في ليتل روك في الولايات المتحدة، وتوفي في 13 مايو 1945 في جزيرة أوكيناوا في اليابان.